# تيلوي ليه هيرمافيل
تيلوي ليه هيرمافيل (بالفرنسية: Tilloy-lès-Hermaville)‏ هي بلدية تقع في إقليم باد كاليه من منطقة نور با دو كاليه في شمال فرنسا. تبلغ مساحة هذه المدينة 2.87 (كم²)، وترتفع عن سطح البحر 118 م، يبلغ عدد سكانها 208 نسمة حسب إحصاء المعهد الوطني للإحصاء والدراسات الاقتصادية سنة 2009 م. وترأس Alain Bailleul البلدية خلال فترة (2008-2014).